# Galactic
A Galactic egy funk/jazz stílusú jam zenekar, ami New Orleans-ban alakult.

## Megalakulás
A zenekar elődje az 1994-ben Chris Lane énekes és Rob Gowen gitáros által létrehozott Galactic Prophylactic nevű oktett. Az oktettből hamarosan szextett lett, és a zenészek elfoglalták a helyüket: Jeff Raines gitáron, Robert Mercurio basszusgitáron, Stanton Moore a doboknál, Rich Vogel a Hammond-orgonánál, Theryl DeClouet a mikrofonnál és Ben Ellman szaxofonnal.
Raines és Mercurio gyermekkori jó barátok voltak, és Washington D.C. környékéről érkeztek New Orleans-ba, ahol a Tulane és a Loyola egyetemekre kerültek. Itt ismerték meg a helyi zenei színteret, ami a The Meters és a Dirty Dozen Brass Band nyomvonalát követi, és találkoztak olyan mai zenészekkel, mint Professor Longhair. Összeálltak a neves New Orleans-i dobossal, Stanton Moore-ral, a szaxofonista/szájharmonikás (napjainkban producer) Ben Ellmannel és Rich Vogellel. 2004-ben az énekes DeClout kilépett, azóta a Galactic instrumentális zenét játszik. 1996 óta jelennek meg lemezeik.

## Zenei stílus
A rengeteg zenei hatásból a zenekar sajátos hangzásvilágot dolgozott ki, melynek része a hiphop, az elektronikus zene, a világzene, a rock, a blues és a jazz. Sok számukban közreműködnek különböző zenei színterekről érkező vendégelőadók, például Boots Riles a The Coup-ből, Gift of Gab a Blackalicious-ből és Chali 2na a Jurassic 5-ból. A From the Corner to the Block európai kiadásán hallható két, csak ezen a kontinensen megjelent felvétel is, melyek közül a "Valley Of Pain" címűben közreműködik Dendemann, a német rapper.

## Változások
A kezdeti, New Orleans-i funk stílus később modernizálódott, ahogy zenéjüket hiphopos, elektronikus, fúziós és jazzes elemekkel frissítették. Ezt a változást a gitár-, basszusgitár-, szaxofon- és dobeffektek széles körű alkalmazása indukálta. A dobos, Stanton Moore gyakran használ loopert, ami képes repetitíve játszani egy néhány ütemes, felvett dobalapot, amire a dobos rájátszhat. Ben Ellman szaxofonos/szájharmonikás gyakran torzítja a hangszerek hangját, amitől hasonló hangzást tud produkálni, mint egy elektromos gitár.

## Koncertek
A Galactic koncertjein rendszerint megjelennek a New Orleans-i zenei élet neves képviselői, például a Soul Rebels Brass Band, a The Neville Brothers, Brian Seeger, Corey "Boe Money" Henry, George Porter a The Meters-ből, a Dirty Dozen Brass Band és Sherik (aki egy Seattle-i szaxofonista, de tagja Stanton Moore Garage A Trois nevű New Orleans-i projektjének).
A zenekar gyakorta turnézik olyan nevekkel, mint a Live, a Counting Crows, a The Allman Brothers Band, a The Roots, a Fusebox Funk, a Widespread Panic, B. B. King, Mike Doughty (a Soul Coughing egykori tagja), Gift of Gab vagy a Jurassic 5.
2010-től sűrűn fellép velük Corey Glover, a Living Colour zenekar énekese.
A Galactic 2012-es, észak-amerikai turnéján Corey Glover és a Soul Rebels Brass Band kísérte el őket. 2012. március 29-én ezzel a formációval felléptek a Conan O'Brian showban.

## Újabb felvételek
A Ya-Ka-May című kiadvány 2010 februárjában jelent meg az ANTI- kiadónál. Ezen a lemezen vendégelőadóként a Rebirth Brass Band, Irma Thomas, a The Wild Magnolias zenekar tagja, Big Chief Bo Dollis, Allen Toussaint, Walter "Wolfman" Washington, Trombone Shorty, Corey Henry, John Boutté, Josh Cohen és Ryan Scully a Morning 40 Federationből, Glen David Andrews, Cheeky Blakk, Big Freedia, Katey Red és Sissy Nobby szerepelt.
2011 májusában egy koncertlemezt is megjelentettek "The Other Side of Midnight: Live in New Orleans" címmel, amin hallhatóak a "Ya-Ka-May" lemezen megjelent dalok élő felvételei is. A zenekar legutóbbi, "Carnivale Electricos" című lemeze 2012. február 21-én jelent meg.

## Diszkográfia

### Galactic lemezek
- Coolin' Off – Fog City Records (1996)
- Crazyhorse Mongoose – Capricorn (1998)
- Late for the Future – Polygram (2000)
- We Love 'Em Tonight: Live at Tipitina's – Volcano Records (2001)
- Vintage Reserve – Volcano Records (2003)
- Ruckus  – Sanctuary Records (2003)
- From the Corner to the Block (2007)
- Ya-Ka-May – Anti (2010) 161. az amerikai Billboard listáján[5]
- The Other Side Of Midnight: Live In New Orleans – Anti (2011)
- "Carnivale Electricos" - Anti (2012)

### Egyéb megjelenések
- Goin' Home: A Tribute to Fats Domino - Vanguard Records (2007).  Domino "Going to the River" című dalát Robbie Robertson-al, a "So Longot" pedig Big Chief Monk Boudreaux-val adják elő.
- Infamous 2 (videójáték soundtrack) - Sucker Punch Productions és Sony Computer Entertainment(2011).[6]

## Külső hivatkozások
- Hivatalos oldal
- Galactic Brings its Space Funk to Revolution Archiválva 2009. február 18-i dátummal a Wayback Machine-ben, New Times Broward-Palm Beach (2009. január 6.)